# Peter Jerndorff
Peter William Jerndorff (24. november 1842 i København – 23. december 1926 sammesteds) var en dansk skuespiller og fætter til August Jerndorff.
Jerndorff havde gennemgået en lang uddannelse, der strakte sig over frivillig deltagelse i krigen 1864 med efterfølgende løjtnantcharge til medicinsk embedseksamen (1870), inden han gav efter for trangen til at blive skuespiller og hos Ludvig Phister lærte den klare diktion, der senere blev et særkende for hans kunst. Han debuterede 17. februar 1871 som Aage i "Mester og Lærling" og viste sig i besiddelse af en smuk sangstemme, hvis vellyd erstattede, hvad han som romantiker manglede i ydre skønhed og individuel poesi.
Da hans vokale evner var store nok til så fordringsfulde partier som Farinelli, Gounods og Boïtos "Faust" samt Vilhelm Meister i "Mignon", betød det mindre, at hans bløde og sirlige væsen virkede spinkelt i skuespillet ved siden af Vilhelm Wiehes kraft og Emil Poulsens myndighed. Jerndorff fik efterhånden et mangesidigt repertoire, og hans fremstillinger bar altid præg af refleksion og kultur, men det blev dog i roller, der krævede det modsatte af temperamentsfuld styrke og karakterfasthed, at han ydede sin egentlige kunst, hvad enten skikkelserne var af alvorlig art som Dr. Rank i »Et Dukkehjem«, Visberg i »Gulddaasen« og pastor Manders i »Gengangere« eller komisk farvede som den smægtende prins Paris i »Ulysses v. Ithacia«, den gratiøse tolk i »Don Ranudo«, den umandige poet i »Den ny Barselstue«, den sølle løjtnant Skjoldborg i »Under Snefog«, på samme tid overlegen ligegyldig og ynkværdig hjælpeløs, den selvbehagelige adjunkt Rørlund i »Samfundets støtter«, den letfodede, drilske nar i »Helligtrekongers aften«, hvis slutningsvise blev sunget med et nuanceret foredrag, samt den sv. dansemester i »Aprilsnarrene«, hvori J.’s tidstypiske satire fejrede en triumf. 1890 blev han kongelig ansat og var den eneste af teatrets kunstnere, som med fuld ret kunde bærer prædikatet »kongelig skuespiller«.
Han stod som den sidste repræsentant for nationalscenens traditioner. Hans smagfulde, både rytmiske og logiske versfremsigelse gjorde ham til prologus ved højtidelige lejligheder, og hans foredrag af gamle danske folkeviser har vundet ham venner overalt. For scenens unge var han en sikker lærer, og han har også udenfor teatret, bl.a. ved skriftet »Om Oplæsning« (København 1897), virket for talesprogets renhed og skønhed. 1918 udgav han sine ungdomserindringer under titlen »Minder fra det gl. kongelige Teater«. 17. februar 1921 fejrede han som den gamle præst i Jakob Knudsen’s skuespil sit 50-årige jubilæum. Han tog 1923 afsked med Det kgl. Teater, men fortsatte til sin død sin oplæservirksomhed, også i radio, og udførte enkelte gange professor Petersens rolle i »Skærmydsler«, sidste gang på Casinos lille teater.
Jerndorff blev Ridder af Dannebrog 1892 og Dannebrogsmand 1911 og modtog Fortjenstmedaljen i guld 1921. Han er begravet på Holmens Kirkegård. Han er afbildet på tegningen Studenterforeningen flytter fra 1863. Der findes et portrætmaleri og tegning af August Jerndorff i familieeje. Videre findes en pastel af Georg Achen og en buste af Vilhelm Herold (Det kongelige Teater og Teatermuseet). Statuetter fra Bagtalelsens Skole og som Jeronimus af Axel Locher findes i Teatermuseet og en akvarel af Bertha Dorph i familieeje. Kultegning på Det kgl. Teater. Tegning af Gerda Ploug Sarp 1914 på: Christian X.s Studenterjubilæum (Frederiksborgmuseet). Tegning af Carl Fischer (Det kgl. Teater) og af Carl Thomsen som Licentiaten. Portrætmedaljoner i bronze 1887 af Theodor Lundberg, Capri. Xylografi 1881 efter fotografi og af L.B. Hansen 1910 efter fotografi. Silhouet af Kirsten Wiwel, 1922 (Det Kongelige Bibliotek).